# Бурачевская
Бурачевская — деревня в Сямженском районе Вологодской области.
Входит в состав Раменского сельского поселения, с точки зрения административно-территориального деления — в Раменский сельсовет.
Расстояние по автодороге до районного центра Сямжи — 55 км, до центра муниципального образования Раменья — 13 км. Ближайшие населённые пункты — Трофимово, Марковская, Веретье.
По данным переписи в 2002 году постоянного населения не было.